# Ranunculus schennikovii
Ranunculus schennikovii är en ranunkelväxtart som beskrevs av Pavel Nikolaevich Ovczinnikov och N.N. Tzvelev. Ranunculus schennikovii ingår i släktet ranunkler, och familjen ranunkelväxter. Inga underarter finns listade i Catalogue of Life.